# Xian de Yuhuan
Le xian de Yuhuan (玉环县 ; pinyin : Yùhuán Xiàn) est un district administratif de la province du Zhejiang en Chine. Il est placé sous la juridiction administrative de la ville-préfecture de Taizhou.

## Économie
De nombreux travailleurs migrants venus des régions pauvres y alimentent la croissance du secteur manufacturier.
La ville produit entre autres des biens d'équipement domestique, avec l'usine du Groupe SEB, allié au Groupe Supor.

## Démographie
La population du district était de 387 890 habitants en 1999.

## Controverse
Quelques semaines avant les Jeux olympiques de Beijing, dans la nuit du 10 juillet 2010, un travailleur migrant surnommé Zhang est venu se plaindre dans un bureau local du gouvernement au sujet des blessures à la suite d'une "collision avec un mur". Zhang accepta d'être emmené à l'hôpital par la police, mais sur le chemin une foule en colère attendait la police. Voyant que la situation était tendue, la police décida d'abord de se retirer, mais faisant ainsi la foule qui l'entourait jeta des pierres, blessant trois policiers. La confrontation serait née d'une querelle sur la demande de Zhang pour un permis de séjour temporaire, pour lequel les cadres locaux et la police exigent des frais exorbitants. La nuit suivante, en colère, les travailleurs migrants se sont à nouveau rassemblés devant le poste de police Kanmen.